# Linda Linda Linda
 (août 2025).
Si vous disposez d'ouvrages ou d'articles de référence ou si vous connaissez des sites web de qualité traitant du thème abordé ici, merci de compléter l'article en donnant les références utiles à sa vérifiabilité et en les liant à la section « Notes et références ».
Pour plus de détails, voir Fiche technique et Distribution.
Linda Linda Linda (リンダ リンダ リンダ, Rinda Rinda Rinda) est un film japonais sorti en 2005 et réalisé par Nobuhiro Yamashita. 
Il met en scène Bae Doona, Aki Maeda, Yu Kashii et Shiori Sekine (du groupe Base Ball Bear) dans le rôle d'adolescentes qui forment un groupe pour reprendre les chansons du groupe punk rock japonais : les Blue Hearts ; le titre du film provient de la chanson à succès du même groupe, Linda Linda. 
Un DVD sous-titré en anglais est sorti le 8 mai 2007. Le groupe, Paranmaum (traduction coréenne de « the Blue Hearts »), a sorti un CD single au Japon et en Corée : We Are Paranmaum, contenant trois chansons qu'ils interprètent dans le film et trois autres chansons.

## Synopsis
Avec trois jours restant avant que le Shiba High Holly Festival 2004 ne marque la fin de leur dernière année au lycée, un groupe de rock composé d'écolières a écarté sa guitariste en raison d'une blessure à la main. Après un débat sur son remplacement, la chanteuse décide d'abandonner. Les autres membres : la claviériste Kei, la batteuse Kyoko et la bassiste Nozomi décident de continuer à jouer pour le concert de rock du festival et de reprendre des chansons de  Blue Hearts, notamment Linda Linda, avec Kei passant à la guitare.
Lorsqu'elles sont confrontées à leur ancienne chanteuse, Rinko, elles demandent à la première fille qui passe, Son, de devenir leur nouvelle chanteuse. Son est une étudiante coréenne en échange scolaire qui ne parle pas couramment le japonais, ce qui entraîne des difficultés et des malentendus.
Après l'école, elles s'entrainent chacune de leur côté : Son dans un salon de karaoké, Nozomi dans la chambre qu'elle partage avec ses frères à la maison, Kyoko dans sa chambre mais interrompue par son béguin pour Kazuya, tandis que Kei emprunte une guitare à leur ancienne guitariste Moe.
Le lendemain, deux jours avant le concert, elles répètent ensemble tôt à l'école mais Kei a du mal à jouer de la guitare. Quand l'école commence, elles s'arrêtent toutes pour reprendre leurs autres activités du festival ; on voit ainsi Kyoko vendre des crêpes aux côtés de Kazuya. En milieu d'après-midi, les filles doivent se retrouver dans la salle du club de musique, mais Kyoko arrive en retard et elles perdent leur créneau horaire. Kei appelle alors son ex-petit ami Maezano et parvient à trouver un studio pour s'entraîner. Elles en repartent tard le soir pour revenir répéter à l'école pendant le reste de la nuit.
Le lendemain matin, la veille du concert, alors que l'école reprend, les filles retournent à leurs activités respectives pour aider pendant le festival. Kei répète ses parties de guitare et discute avec une amie rockeuse, Takako. Son est censée aider à l'échange culturel entre le Japon et la Corée, mais elle rêvasse à son groupe. Kyoko vend des crêpes et Nozomi s'endort sur sa guitare basse dans une salle de classe. Kei et Kyoko réveillent Nozomi puis vont chercher Son sollicitée par un camarade de classe, Makihara, dont elle rejette la confession amoureuse.
Au cours du dîner chez Nozomi, les filles persuadent Kyoko d'avouer ses sentiments à Kazuya avant la représentation du lendemain. Elles retournent finir la nuit à l'école pour s'entraîner jusqu'au matin.
Le groupe est réveillé le jour du concert par des étudiants qui déplacent des instruments jusqu'à la scène du gymnase. Elles décident alors de retourner au studio pour continuer à s'entraîner. Mais épuisées, elles s'endorment. Kei rêve d'être célébrée et de se produire pour les Ramones et Pierre Taki au Budokan Hall. À l'école, les régisseurs et Moe cherchent le groupe en vain. Pour passer le temps, Takako et Moe donnent des performances impromptues. Kei est finalement réveillée par le téléphone portable de Kyoko quand Kazuya appelle pour demander où elle est.
Elles retournent alors à l'école en taxi et courent vers le gymnase sous une pluie battante. Kyoko rencontre Kazuya en chemin, tandis que le reste du groupe court s'installer quelques minutes avant la fin prévue de la représentation. Lorsque Kyoko arrive enfin, Son annonce qu'elles sont Paranmaum et le groupe interprète deux des trois chansons prévues : Linda Linda et Owaranai Uta devant une foule excitée.

## Distribution
- Bae Doo-na : Son, la chanteuse de Paranmaum, étudiante coréenne en échange scolaire.
- Aki Maeda : Kyoko Yamada, la batteuse du groupe Paranmaum.
- Yuu Kashii : Kei Tachibana, la guitariste du groupe Paranmaum (anciennement claviériste).
- Shiori Sekine : Nozomi Shirakawa, la bassiste du groupe Paranmaum.
- Katsuya Kobayashi : Kazuya Oe
- Takayo Mimura : Rinko Marumoto, ancienne chanteuse du groupe de filles.
- Shione Yukawa : Moe Imamura, ancienne guitariste du groupe de filles.
- Yuko Yamazaki : Takako Nakajima, l'amie rockeuse de Kei.
- Keisuke Koide : Abe, le leader du club de musique de l'école.
- Masaki Miura : Tomoki Maezono, l'ex-petit ami de Kei.
- Masahiro Komoto : Professeur Koyama, responsable du club de musique.
- Ken'ichi Matsuyama : Makihara
- Lily : la mère de Kei.

## Accueil
Linda Linda Linda a un taux d'approbation de 82% sur Rotten Tomatoes  et une moyenne de 71/100 sur Metacritic. Le film a été le choix de David Ehrlich pour la liste IndieWire 2018 des meilleurs films japonais du 21e siècle, Ehrlich suggérant qu'il n'est pas aussi profond que des films comme Spirited Away (2001), Millennium Actress (2001) et Nobody Knows (2004), mais le louant toujours comme « euphoriquement amusant [...] si riche, si charismatique et si sacrément accrocheur, vous aurez hâte de le montrer à tous vos amis ».

## Bande originale
La bande originale est sortie le 20 juillet 2005. Les morceaux instrumentaux originaux ont été composés par James Iha des Smashing Pumpkins. Les pistes vocales incluent Paranmaum (le groupe du film) chantant des reprises des chansons de Blue Hearts Linda Linda, Boku no Migite (My Right Hand) et Owaranai Uta (Never Ending Song). Kashii et Maeda ont appris à jouer de leurs instruments spécialement pour ce film. Il y a aussi deux chansons de Base Ball Bear (le groupe auquel appartient Shiori Sekine en réalité) ; ce sont Sayonara Nostalgia et April Mirage. Ces deux chansons peuvent être entendues dans les scènes de crêpe shop mettant en scène Kyoko et Oe Kazuya. Shione Yukawa (qui joue Moe Imamura dans le film) et Yuko Yamazaki (du groupe me-ism ) interprètent également quelques chansons sur scène lors du festival lui-même.